# SINGLES Vol.1 (1978〜1982)
『SINGLES Vol.1 (1978〜1982)』（シングルス・ボリューム・ワン）は日本のミュージシャン、長渕剛のベスト・アルバムである。
1997年12月10日に東芝EMI／エキスプレスよりリリースされた。また、2006年3月8日には24ビット・デジタル・リマスタリング化されて再リリースされている。
1978年〜1982年までのシングル曲を全て収録している。2枚組。

## 内容
既にフォーライフ・レコードに移籍した長渕剛であるが、彼の東芝EMI時代のシングル曲を、A面、B面とも完全に収録し、『SINGLES』Vol.1〜3としてリリース。
中でもこのVol.1に収録されている楽曲は、初めてCD化されたものが多く、音源的にも非常に貴重である。

## 収録曲

### DISC-1
| 全作詞・作曲: 長渕剛。 |                                      |           |            |          |      |
| #                      | タイトル                             | 作詞      | 作曲・編曲 | 編曲     | 時間 |
| 1.                     | 「巡恋歌」                           | 長渕剛    | 長渕剛     | 鈴木茂   | 3:31 |
| 2.                     | 「帰り道」(初CD化音源)               | 長渕剛    | 長渕剛     | 鈴木茂   | 3:46 |
| 3.                     | 「俺らの家まで」                     | 長渕剛    | 長渕剛     | 石川鷹彦 | 3:24 |
| 4.                     | 「ジャック・エンジェル」(初CD化音源) | 長渕剛    | 長渕剛     | 石川鷹彦 | 3:15 |
| 5.                     | 「祈り」                             | 長渕剛    | 長渕剛     | 佐藤準   | 4:16 |
| 6.                     | 「恋のランデブー」                   | 長渕剛    | 長渕剛     | 石川鷹彦 | 3:23 |
| 7.                     | 「春待気流（はるまちきりゅう）」     | 長渕剛    | 長渕剛     | 瀬尾一三 | 4:25 |
| 8.                     | 「冬の海」(初CD化音源)               | 長渕剛    | 長渕剛     | 石川鷹彦 | 4:23 |
| 9.                     | 「順子」                             | 長渕剛    | 長渕剛     | 瀬尾一三 | 3:04 |
| 10.                    | 「涙のセレナーデ」                   | 長渕剛    | 長渕剛     | 瀬尾一三 | 4:00 |
| 合計時間:              | 合計時間:                            | 合計時間: | 37:27      |          |      |

### DISC-2
| 全作詞・作曲: 長渕剛（特記以外）。 |                                                                                   |                    |                    |                    |      |
| #                                  | タイトル                                                                          | 作詞               | 作曲・編曲         | 編曲               | 時間 |
| 1.                                 | 「ヒロイン」                                                                      | 長渕剛（特記以外） | 長渕剛（特記以外） | 瀬尾一三           | 4:00 |
| 2.                                 | 「Da! Da! Da!」                                                                   | 長渕剛（特記以外） | 長渕剛（特記以外） | 長渕剛             | 4:43 |
| 3.                                 | 「夏の恋人」(作詞: 長渕剛、藤岡孝章、山梨鐐平 / 作曲: 長渕剛、藤岡孝章、山梨鐐平) | 長渕剛（特記以外） | 長渕剛（特記以外） | 瀬尾一三           | 3:28 |
| 4.                                 | 「クレイジーボーイ」                                                              | 長渕剛（特記以外） | 長渕剛（特記以外） | 瀬尾一三           | 4:00 |
| 5.                                 | 「二人歩記（ふたりあるき）」                                                      | 長渕剛（特記以外） | 長渕剛（特記以外） | 徳武弘文、瀬尾一三 | 4:49 |
| 6.                                 | 「少しだけ ほほえみが」(初CD化音源)                                               | 長渕剛（特記以外） | 長渕剛（特記以外） | 長渕剛             | 3:44 |
| 7.                                 | 「花いちもんめ」(作詞: 長渕剛、松井五郎)                                          | 長渕剛（特記以外） | 長渕剛（特記以外） | 長渕剛、瀬尾一三   | 3:49 |
| 8.                                 | 「日めくりの愛」(初CD化音源)                                                      | 長渕剛（特記以外） | 長渕剛（特記以外） | 瀬尾一三           | 3:10 |
| 合計時間:                          | 合計時間:                                                                         | 合計時間:          | 31:43              |                    |      |